# Джваненг Гелексі

Логотип клубу у період з 2014 по 19 липня 2015 року

Футбольний клуб «Джваненг Гелексі» або просто «Джваненг Гелексі» (англ. Jwaneng Galaxy Football Club) — професіональний ботсванський футбольний клуб з міста Джваненг. Один з наймолодших футбольних клубів у країні. В сезоні 2019/20 Джваненг Гелексі в перше виграв чемпіонат Ботсвани. У сезоні 2020/21 чемпіонат не проводився і тому в лізі чемпіонів КАФ федерація футболу Ботсвани не подало заявку, а на сезон 2021/22 федерація футболу дала заявку у якої Гелексі мав вперше зіграти в чемпіонів І перший матч проти чемпіонів Центральноафриканської республіки DFC8eme. На своєму полі зіграли і перемогли з рахунком 2-0. А на виїзді програли з рахунком 0-1. Яка дала пройти ботсванському клубові. Але наступний суперник був найскладнішим це Сімба СК який у минулому розіграшу дійшла до чвертьфіналу де поступилась південноафриканському Кайзер чіфсу 3-4 за двома поєдинками. Сімба втратила двох лідерів Клетуса Чаму і Луіса Міквісоне які перейшли у ФК Беркан і Аль Аглі. І в першому матчі на своєму полі Джваненг програв з рахунком 0-2 і здавалось що це буде легкою прогулянкою для танзанійського клубу, але вже в Дар Ес Саламі Сімба поступився з рахунком 1-3 і подурував не тільки Джваненгу але й в усьому ботсванському футболі. Бо це вперше ботсванський футбольний клуб пробився до групової стадії Ліги Чемпіонів КАФ.

## Історія
Футбольний клуб «Джваненг Гелексі» був утворений в 2014 році шляхом злиття двох інших клубів, Джваненг Комітс та Дібсвана Янгстірс. В сезоні 2014/15 років клуб переміг у південній групі Першого дивізіону чемпіонату Ботсвани з футболу та напряму потрапив до Прем'єр-ліги. У сезоні 2015/16 років команда дебютувала у Прем'єр-лізі та посіла високе 7-ме місце.

## Досягнення
- Перший дивізіон чемпіонату Ботсвани з футболу (південна зона)
  -  Чемпіон (1): 2014/15